# Mr. Universum (Film)
Mr. Universum (Originaltitel: Stay Hungry) ist ein US-amerikanischer Independentfilm aus dem Jahr 1976 von Bob Rafelson, in dem Jeff Bridges und Sally Field die Hauptrollen spielen. In einer tragenden Rolle ist Arnold Schwarzenegger in einer seiner ersten Filmrollen zu sehen.
Für das Drehbuch bildete eine Geschichte von Charles L. Gaines die Vorlage.

## Handlung
Craig Blake, ein recht eigenwilliger junger Mann, hat vor fünf Monaten seine Eltern verloren. Er erhält einen Brief seines Onkels Albert, der ihn bittet ins Familienunternehmen, das Stahlgeschäft, einzusteigen. Der Onkel spricht ihn auch darauf an, dass er gehört habe, dass Craig sich auf Grundstücksspekulationen eingelassen habe. In der Tat hat Craig, der von Haus aus sehr vermögend ist, sich durch die Vermittlung eines Freundes mit zweifelhaften Geschäftemachern eingelassen. Deren Plan ist es, ein Geschäftshochhaus in exponierter Lage zu errichten. Nachdem sie schon alle Grundstücke, die ihren Bauplänen im Wege stehen könnten, aufgekauft haben, steht ihnen einzig eine Bodybuilding-Schule noch im Weg. Craig soll diese erwerben und dann an sie weitergeben.
Um die Lage zu sondieren, meldet sich Craig erst einmal im Studio Olympic an, wo er den aus Österreich stammenden Joe Santo kennenlernt, der dort trainiert und die anstehende Wahl zum Mr. Universum gewinnen möchte. Außerdem macht er die Bekanntschaft von Mary Tate Farnsworth, die im Studio am Empfang arbeitet. Nach einem schönen gemeinsamen Tag nimmt Craig Mary Tate mit in sein Elternhaus, wo sie die Nacht miteinander verbringen. Beim Frühstück vertraut er der jungen Frau an, dass seine Eltern bei einem Flugzeugabsturz im eigenen Flugzeug in eine Nebelbank geraten seien und die Maschine vom Piloten gegen einen Berg geflogen worden sei.
Craigs Geschäftspartner sind äußerst verärgert, dass der Grundstücksdeal zunehmend auf sich warten lässt und so schicken sie ihre Schläger, die im Studio alles kurz und klein schlagen und erheblichen Schaden anrichten und den Clubmanager verletzen. Craig fühlt sich mitverantwortlich und bietet seine finanzielle Hilfe an, um das Studio wieder herzurichten.
Eine Party unter seinesgleichen, zu der Craig Mary Tate mitnimmt, gerät zum Fiasko, zumal Craig auch dafür gesorgt hat, dass Joe Santo, der nebenher Geige spielt, dort mit drei Freunden auftritt, was die „feinen Leute“ zum Anlass nehmen, sich über die Musiker aus dem Bodybuilder-Milieu zu mokieren. Craig trinkt mehr Alkohol als ihm gut tut, sodass es außerdem zu einer Schlägerei kommt. Mary Tate ist bitter enttäuscht von Craig und verlässt ihn. Er habe nicht sie gewollt, sondern eine weitere Trophäe für seine Sammlung, sie hingegen habe ihn wirklich geliebt, gibt sie ihm zum Abschied mit auf den Weg. Craig sucht daraufhin Rat bei seinem Onkel, der meint, wenn er etwas aus seinem Leben mache wolle, sei es völlig egal, was er tue, es sei nur wichtig, dass er das, was er tue, mit ganzem Herzen tue.
Jabo, Walter junior und Bubba, Craigs Geschäftspartner, machen dem Trainer Franklin schmackhaft, was es auch für ihn bedeuten könne, wenn er auf seinen Boss Thor Erickson einwirke, an sie zu verkaufen. Sie versorgen den drogen- und sexsüchtigen Mann mit Stoff sowie zwei willigen Frauen. Die Drogen verfehlen ihre Wirkung nicht und lassen Franklin völlig neben sich stehen. Als Mary Tate im Studio auftaucht, um ihre Sachen zu holen, verabreicht er ihr gegen ihren Willen ebenfalls etwas von dem Stoff, um sie so willig zu machen.
Zur selben Zeit befindet sich die Wahl zum Mr. Universum, bei der auch Craig anwesend ist, in der Endphase. Sein Entschuldigungsversuch prallt an Joe ab. So beschließt er, im Olympic nach Mary Tate zu suchen, wo er die junge Frau stark verwirrt vorfindet. Kurz darauf wird er von dem völlig entfesselten Franklin brutal attackiert, der total außer sich ist und Craig in Lebensgefahr bringt. Vor einem begeistert applaudierenden Publikum wird Joe Santo zum Mr. Universum ausgerufen, während er aber schon unterwegs zum Studio ist, in der Gewissheit, dass Mary Tate, die er stets geliebt hat, sich in Gefahr befindet.
Einige Zeit später verkündet Craig seinen nunmehr ehemaligen Geschäftspartnern, dass er das inzwischen ihm gehörende von ihnen begehrte Grundstück nicht an sie verkaufen werde. Er werde zusammen mit Joe Santo ins Fitnessgeschäft einsteigen. Zu guter Letzt verkauft Craig noch sein Elternhaus, um sein Leben, so wie es bisher war, endgültig hinter sich zu lassen. Zusammen mit Mary Tate will er sich ein eigenes Refugium schaffen.

## Produktion, Hintergrund, Veröffentlichung
Es handelt sich um eine United-Artists-Produktion. Gedreht wurde unter anderem in Birmingham in Alabama sowie im Country Club of Birmingham. Gedankt wurde im Filmnachspann den Bürgern von Birmingham in Alabama sowie The International Federation of Body Builders.
Im Film ist Tschaikowskis „Tanz der Zuckerfee“ aus seinem Ballett Der Nussknacker zu hören. Robert Englund machte später in seiner Paraderolle als Freddy Krueger in den Nightmare-Filmen von sich reden. Joanna Cassidy wurde mit den späteren Filmen Blade Runner und Falsches Spiel mit Roger Rabbit bekannt. Fanny Flagg, eine bekennende homosexuelle Schriftstellerin, verfasste 1987 das Buch und 1991 das Drehbuch zu dem Drama Grüne Tomaten.
Am 25. April 1976 hatte der Film in New York Premiere. Am 12. Mai 1976 startete er in Los Angeles. In Brasilien lief er am 10. Mai 1976 an. Am 13. Mai 1976 wurde er auf dem Internationalen Filmfestival von Locarno in der Schweiz vorgestellt und am 3. September 1976 auf den Internationalen Filmfestspielen von Venedig.
In der Bundesrepublik Deutschland lief der Film nicht im Kino; er wurde erstmals am 12. August 1977 im Programm der ARD gezeigt. 1986 wurde er auf Video veröffentlicht. In Schweden lief er am 16. Juli 1980 an, in Italien (Rom) am 13. August 1986. In Japan hatte er am 4. Februar 1994 Video-Premiere. Am 15. November 2002 wurde er auf dem Internationalen Filmfestival Thessaloniki vorgestellt.
Vermarktet wurde er außerdem in der Tschechischen Republik, in Dänemark, Spanien, Finnland, Griechenland, Ungarn, Polen, Portugal, der Sowjetunion sowie in Venezuela.
Der Film erschien am 7. Januar 2011 mit einer deutschen Tonspur auf DVD, herausgegeben von Twentieth Century Fox.

## Synchronisation
Die deutsche Synchronbearbeitung entstand 1977 im Auftrag der ARD bei der Studio Hamburg Synchron GmbH.
| Rolle                   | Darsteller             | Synchronsprecher        |
| ----------------------- | ---------------------- | ----------------------- |
| Craig Blake             | Jeff Bridges           | Tommi Piper             |
| Mary Tate Farnsworth    | Sally Field            | Marion Marlon           |
| Joe Santo               | Arnold Schwarzenegger  | Charles Elkins          |
| Thor Erickson           | R. G. Armstrong        | Alexander Welbat        |
| Franklin                | Robert Englund         | Jörg Pleva              |
| Anita                   | Helena Kallianiotes    | Renate Pichler          |
| Newton                  | Roger E. Mosley        | Manfred Schermutzki     |
| Onkel Albert            | Woodrow Parfrey        | Günther Jerschke        |
| William                 | Ben „Scatman“ Crothers | Ernst Günther Schiffner |
| Dorothy                 | Kathleen Miller        | Katrin Miclette         |
| Amy                     | Fannie Flagg           | Verena Wiet             |
| Zoe                     | Joanna Cassidy         | Ursula Sieg             |
| Hal                     | Richard Gilliland      | Lutz Mackensy           |
| Richard Packman         | Mayf Nutter            | Horst Stark             |
| Jabo                    | Joe Spinell            | Hubert Suschka          |
| Walter jr.              | Clifford A. Pellow     | Franz Josef Steffens    |
| Bubba                   | Dennis Fimple          | Joachim Richert         |
| Moe Zwick               | Garry Goodrow          | Gerd Martienzen         |
| einer der drei Schläger | Murray Johnson         | Michael Weckler         |
| einer der drei Schläger | Dennis Burkley         | Peter Kirchberger       |
| Flower                  | Brandy Wilde           | Siegrid Hackenberg      |
| Mae Ruth                | Laura Hippe            | Heidi Berndt            |
| Wettkampfteilnehmer     | Bart Carpinelli        | Joachim Wolff           |

## Kritiken
„Gesellschaftsdrama über einen Mann aus wohlsituierten Kreisen, der sich in ein Mädchen aus einer Clique von Bodybuildern verliebt und sein altes Leben aufgibt.“

„Basierend auf dem Roman von Charles Gaines, behandelt Bob Rafelsons Gesellschaftsdrama aus dem Jahr 1976 weniger düster als seine vorangegangenen Meisterwerke ‚Ein Mann sucht sich selbst‘ und ‚Der König von Marvin Gardens‘ wieder den Umgang eines Mannes mit einer im Zerfall befindlichen Gesellschaftsordnung und seiner dysfunktionalen Familie. Geschickt mischt Rafelson Kritik und Satire und lieferte Arnold Schwarzenegger eine seiner ersten Filmrollen.“

„Ein junger, wohlhabender Südstaaten-Amerikaner steigt aus dem verlogenen Milieu seiner Gesellschaftsschicht aus und schließt sich einer Gruppe Bodybuilding-Athleten an. Das Porträt einer im Zerfall befindlichen Gesellschaftsordnung, das geschickt Gesellschaftskritik mit Satire mischt und den späteren Hollywood-Megastar Schwarzenegger in einer seiner ersten Filmrollen zeigt.“

Cinema vertrat die Ansicht, die preisgekrönte „Komödie aus der Mucki-Szene“ sei „Arnies Training für spätere Erfolge“.
Filmtipps.at kam zu dem zusammenfassenden Ergebnis: „Wer einmal auf kurzweilige Art und Weise unterhalten werden will, könnte durchaus zufrieden mit diesem Film sein. Eine gelungene Mischung aus Komik und Dramatik, mit feinst gewählten DarstellerInnen und ein durchaus scharfer Blick auf Gesellschaftsverhältnisse in den späten 1970ern, wovon so manch angesprochene Problematik erschreckend aktuell wirkt.“

## Auszeichnungen
Golden Globe Awards 1977
- Golden Globe in der Kategorie Bester Nachwuchsdarsteller für Arnold Schwarzenegger

WGA Awards 1977
- Nominiert in der Kategorie „Beste Komödienadaption“ aus einem anderen Medium